# Nathalie Seseña
Nathalie Denise Ronse Seseña (Madrid, 11 de noviembre de 1967) es una actriz española. Trabaja en la serie de televisión La que se avecina, emitida por Telecinco, Prime Video y Disney+ donde interpreta a Berta Escobar.

## Trabajos

### Largometrajes
| Año  | Título                                   | Personaje            | Dirección                          |
| ---- | ---------------------------------------- | -------------------- | ---------------------------------- |
| 1993 | Alegre ma non troppo                     | Izaskun              | Fernando Colomo                    |
| 1994 | Dile a Laura que la quiero               | Maruja               | José Miguel Juárez                 |
| 1994 | Palace                                   | Sra. Cugat           | Joan Gràcia, Paco Mir, Carles Sans |
| 1995 | El día de la bestia                      | Mina                 | Álex de la Iglesia                 |
| 1995 | Sangre, sudor y polypiel                 | Mary Katherine       | Miguel Milena                      |
| 1996 | Confidencias                             |                      | Josep Guirao                       |
| 1996 | La Celestina                             | Lucrecia             | Gerardo Vera                       |
| 1996 | Dame algo                                | Marisol              | Héctor Carré                       |
| 1996 | Teresa y Vanessa                         | Teresa               | Álvaro García-Capelo               |
| 1997 | Airbag                                   | Argentina "Scandalo" | Juanma Bajo Ulloa                  |
| 1997 | La Duquesa Roja                          | Carmen               | Francesc Betriu                    |
| 1998 | Agujetas en el alma                      | Nathalie             | Fernando Merinero                  |
| 1998 | Atómica                                  | Ana                  | Alfonso Albacete, David Menkes     |
| 1998 | Mátame mucho                             | Marta                | José Ángel Bohollo                 |
| 1999 | Shacky Carmine                           | Jana                 | Chema de la Peña                   |
| 2000 | Todos menos la chica                     | Fanny                | Jesús R. Delgado                   |
| 2001 | Marujas asesinas                         | Isabel               | Javier Rebollo                     |
| 2002 | Cásate conmigo, Maribel                  | Pili                 | Ángel Blasco                       |
| 2002 | Carne de gallina                         | Adelina              | Javier Maqua                       |
| 2002 | Canícula                                 | Estrella             | Álvaro García-Capelo               |
| 2003 | Lo mejor que le puede pasar a un cruasán | Fina                 | Paco Mir                           |
| 2004 | El chocolate del loro                    | Feli                 | Ernesto Martín                     |
| 2018 | El mejor verano de mi vida               | Acupunturista        | Dani de la Orden                   |
| 2018 | Conducta animal                          |                      | Miguel Romero                      |
| 2020 | Ni de coña                               | Marisol              | Fernando Ayllón                    |
| 2020 | Madrid, int.                             | Nathalie Seseña      | Juan Cavestany                     |

### Cortometrajes
| Año  | Título                                    | Personaje      | Dirección              |
| ---- | ----------------------------------------- | -------------- | ---------------------- |
| 2016 | Salsa                                     | Rosa           | Elena Muñoz Cano       |
| 2013 | Un final feliz                            | Rosa           | Marco Fettolini        |
| 2009 | Terapia                                   | Lucía          | Nuria Verde            |
| 2005 | EspermaZotoides                           | Madre          | Isabel de Ocampo       |
| 1997 | Igual caen dos (El atardecer del Pezuñas) | Mujer japonesa | Alejandro Calvo-Sotelo |
| 1997 | Making of 'Atraco'                        | Víctima        | Carlos Molinero        |
| 1996 | El ramo de flores                         | Silvia         | Carlos Gras            |
| 1996 | Amor digital                              | Prostituta     | Ramón Margareto        |
| 1995 | Lourdes de segunda mano                   | Virgen María   | Chema de la Peña       |
| 1995 | La boutique del llanto                    | Chica Retiro   | Iñaki Peñafiel         |
| 1995 | Pásala!                                   | Enfermera      | Júlio César Fernández  |
| 1995 | Fuera de lugar                            | Ana            | Luis Lopez Ortiz       |
| 1994 | Un momento, un momento...                 |                | Julio César Fernández  |
| 1993 | El doctor más majete del planeta          |                | Fernando Merinero      |
| 1993 | Perturbado                                | Enfermera      | Santiago Segura        |

### Teatro
- La magia que se avecina (2023)
- Sobre la vida de los animales (2022)
- Tartufo (2011)
- El retablillo de D. Cristóbal (1997)
- Comedia (1988)
- Locos de amor (1991)
- Fiesta barroca (1992)
- Don Juan último (1992)
- El innombrable (1998)
- Los invasores del palacio

### Televisión

#### Series
| Año             | Título                            | Cadena                  | Personaje             | Episodios     |
| --------------- | --------------------------------- | ----------------------- | --------------------- | ------------- |
| 1990            | Las chicas de hoy en día          | La 1                    |                       | 2 episodios   |
| 1992            | Crónicas del mal                  | La 1                    |                       | 1 episodio    |
| 1993            | Celia                             | La 1                    | Monja cocinera        | 6 episodios   |
| 1993            | Farmacia de guardia               | Antena 3                | Juani                 | 1 episodio    |
| 1994            | Que loca peluquería               | La 1                    |                       | 4 episodios   |
| 1995            | Pepa y Pepe                       | La 1                    |                       | 1 episodio    |
| 1996            | Andalucía un siglo de fascinación | Canal Sur               | Carmen                | 1 episodio    |
| 1996-1997       | Menudo es mi padre                | Antena 3                |                       | 1 episodio    |
| 1999            | Ellas son así                     | Telecinco               |                       | 1 episodio    |
| 2000            | Jacinto Durante, representante    | La 1                    |                       | 1 episodio    |
| 2000            | El botones Sacarino               | La 1                    |                       | 1 episodio    |
| 2000-2002       | ¡Ala… Dina!                       | La 1                    | Rosi                  | 34 episodios  |
| 2003            | Paraíso                           | La 1                    | Yeye                  | 1 episodio    |
| 2004-2005       | De moda                           | TV3                     | Lorena Maldonado      | 23 episodios  |
| 2006            | Mis adorables vecinos             | Antena 3                | Yessi                 | 4 episodios   |
| 2007-presente   | La que se avecina                 | Telecinco / Prime Video | Berta Escobar Indiano | 186 episodios |
| 2022; 2024-2025 | Machos alfa                       | Netflix                 | Psicóloga             | 8 episodios   |

#### Programas
- Videos de primera (1990-1993), copresentadora.
- El club de la comedia (1999), monologuista de 1 programa.
- El hormiguero (2017), invitada
- La resistencia (2020), invitada.

## Premios
| Año  | Premio                            | Categoría                       | Película          |
| ---- | --------------------------------- | ------------------------------- | ----------------- |
| 1995 | Festival de vídeo de La Rioja     | Mejor actriz                    | La Celestina      |
| 1997 | Premio de la Unión de Actores     | Mejor actriz de reparto en cine | La Celestina      |
| 1997 | Festival de cine Medina del Campo | Mejor actriz                    | La Celestina      |
| 1997 | Festival de cine Alfas del Pi     | Mejor actriz                    | La Celestina      |
| 2016 | MIM 2016                          | Mejor actriz de comedia         | La que se avecina |